# 1322 Golden Empire Tower
La 1322 Golden Empire Tower est un gratte-ciel de 203 mètres construit en 2002 à Manille aux Philippines.